# Orlando Sinclair
Orlando Alexis Sinclair Hernández (Barrio México, San José, Costa Rica, 19 de abril de 1998) es un futbolista costarricense que juega como delantero en el Deportivo Saprissa de la Primera División de Costa Rica. 

## Trayectoria

### Inicios
Orlando comenzó a desarrollar sus habilidades en el fútbol precisamente en las divisiones menores del Deportivo Saprissa, donde su madre fue quien le acompañaba a los entrenamientos. Formó parte del filial Generación Saprissa de la Segunda División para tener sus minutos como debutante a inicios de 2016. Marcó su primer gol el 19 de marzo en la victoria de 1-2 sobre Juventud Escazuceña por la jornada 11 del Torneo de Clausura. Luego de que la administración del equipo decidiera remover el filial de la segunda categoría, Sinclair terminó inscrito al conjunto que participó en el alto rendimiento. En diciembre de 2017, recibió la distinción de máximo romperredes de esta liga, competencia en la que alcanzó la cifra de doce anotaciones.

### C. S. Uruguay de Coronado
El 1 de febrero de 2018, el equipo morado decidió darle proyección a él y a otros jóvenes y acordó el préstamo del futbolista con el Uruguay de Coronado de la Segunda División. De la mano del entrenador Hugo Robles, el delantero debutó oficialmente el 10 de febrero con la dorsal «15», en el encuentro frente a Consultants Moravia donde participó 15 minutos en la victoria por 0-1. Concretó su primer gol el 14 de marzo en el Estadio El Labrador, para poner la ventaja transitoria de 3-0 sobre Aserrí. El partido culminó con marcador de 3-1. Su segunda conquista se dio el 21 de marzo ante Moravia. Terminó el campeonato de Clausura con quince apariciones y su club cayó derrotado en semifinales por San Carlos.

### Deportivo Saprissa
Sinclair regresó al Saprissa tras su paso por el Uruguay para estar a cargo del director técnico Vladimir Quesada, quien le consideró en su nómina absoluta de Primera División para esta temporada.
Su debut en la máxima categoría se llevó a cabo el 3 de octubre de 2018, por la decimocuarta jornada del Torneo de Apertura ante la Universidad de Costa Rica en el Estadio Ricardo Saprissa. El atacante ingresó de cambio con la camiseta número «34» al minuto 82' por el argentino Alejandro Cabral, y en tan solo cuatro minutos marcó su primer gol de la campaña mediante un toque fino por encima del guardameta, de esta manera sellando el triunfo de 4-0.

### Loudoun United F. C.
El 1 de marzo de 2019, Sinclair se convierte en nuevo jugador del Loudoun United de la USL Championship, en condición de cedido por toda la temporada.

### Deportivo Saprissa
El 28 de diciembre de 2019, Sinclair regresó al Saprissa tras el préstamo en el Loudoun United.

### New England Revolution II
El 8 de enero de 2020, se confirmó la cesión del futbolista en el segundo equipo del New England Revolution, que compite en la USL Championship.

### Deportivo Saprissa
El 30 de diciembre de 2020, Orlando entró en los planes del Deportivo Saprissa para la siguiente campaña. Debutó nuevamente con los morados el 22 de enero de 2021, por las semifinales de Liga Concacaf contra el Arcahaie, reemplazando a Ariel Rodríguez al minuto 59'. El 14 de febrero convirtió su primer gol de la campaña contra Limón, en la victoria por 4-2. El 21 de febrero hizo una anotación magistral sobre el Herediano al rematar desde fuera del área al minuto 28', cuyo tanto significó el triunfo por 1-0. El 27 de febrero salió lesionado en el duelo frente al Santos de Guápiles, presentándose un desgarro del recto femoral de su muslo izquierdo, del cual tuvo molestias y por lo que se prolongó su tiempo de recuperación. Volvió a la acción el 2 de mayo precisamente contra el Santos. En la última fecha de la clasificación, Saprissa terminó accediendo a un puesto a la siguiente ronda de cuarto lugar. El 16 de mayo enfrentó a Alajuelense por la semifinal de ida, ganando por 4-3. Tres días después se dio el empate 2-2 en el partido de vuelta. El 23 de mayo se presentó el resultado favorable de 3-2 sobre el Herediano por la final de ida, mientras que el 26 de mayo también el triunfo ante el conjunto rojiamarillo por 0-1 en la vuelta. Sinclair alcanzó su primer título con Saprissa y en esta competencia jugó trece partidos, concretó dos goles y puso dos asistencias. El 20 de junio renovó su contrato en el club hasta 2024.
Inició la temporada disputando el primer partido del Torneo de Apertura 2021 el 27 de julio, compromiso en el que fue titular por 61 minutos de la victoria de local por 3-0 sobre el Santos de Guápiles. El 4 de agosto conquistó el título de la Supercopa luego de que su equipo venciera de forma contundente a Alajuelense por 4-1 en el Estadio Nacional. El 10 de agosto consiguió su primer tanto de la campaña que igualó 1-1 ante Guadalupe. El 16 de septiembre hizo un gol de cabeza sobre Guanacasteca. El 30 de septiembre colaboró con un tanto en el partido de vuelta de octavos de final de Liga Concacaf contra el Santa Lucía de Guatemala. El 3 de octubre concretó el gol del descuento 2-1 en la derrota de visita frente al Herediano. El 14 de octubre marcó una anotación en la goleada 4-0 frente a Guadalupe, al aprovechar un rebote del portero rival al minuto 61'. El 21 de octubre anota uno de los tantos que ayudó a su equipo a remontar el partido de ida de cuartos de final del torneo continental contra el Comunicaciones (4-3). El 1 de diciembre convirtió de cabeza el primer gol de su equipo en la semifinal de ida contra Herediano (victoria 3-0), por campeonato nacional. El conjunto morado finalizó la competencia con el subcampeonato. Sinclair contabilizó veintiséis presencias, marcó cinco goles y puso una asistencia.
Tras una larga ausencia por lesión, pudo hacer su debut en el Torneo de Clausura 2022 el 6 de abril contra Guanacasteca (2-2), jugando los últimos doce minutos del compromiso. El 16 de mayo marcó su primer gol de la campaña que permitió el triunfo 2-3 sobre Grecia. Su aporte permitió la clasificación de Saprissa a la etapa final del torneo.

## Selección nacional
El 13 de agosto de 2021, recibió su primer llamado al combinado costarricense de Luis Fernando Suárez para enfrentar un amistoso contra El Salvador. El duelo disputado el 21 de agosto en el Dignity Health Sports Park de Estados Unidos, fue su debut internacional al reemplazar a Johan Venegas al minuto 63' y el marcador terminó en empate sin goles.

## Vida Privada
Tuvo una relación con la periodista deportiva Francesca Chinchilla desde 2018 hasta 2021. De esa unión nació su hija Aria Sinclair Chinchilla.
En 2021, la comunicadora anunció en sus redes sociales el fin de la relación, citando múltiples infidelidades por parte del jugador, lo que la llevó a pedirle que abandonara el hogar que compartían. Ella conservó la custodia de la menor.
En 2022, la situación se tornó más grave cuando Francesca lo denunció por violencia doméstica, alegando agresiones en su contra y en presencia de la menor. Como resultado, el jugador recibió una orden de alejamiento que le impidió acercarse a su expareja e hija.
Adicionalmente, se filtró a los medios de comunicación que el caso fue elevado a juicio penal. También se hizo público que Francesca fue remitida a un programa de protección de víctimas debido al acoso constante del jugador.
Actualmente, la expareja permanece separada y la madre mantiene la custodia de la menor.

## Estadísticas

### Clubes
Actualizado al último partido jugado el 22 de junio de 2022.
| C. S. Uruguay de Coronado Costa Rica |               |               |     |             |             |             |             |    |     |    |
| 2.ª | 2017-18       | 15            | 2   | Inaccesible | Inaccesible | Inaccesible | Inaccesible | 15 | 2   |    |
| Total club | Total club    | 15            | 2   | -           | -           | -           | -           | 15 | 2   |    |
| Deportivo Saprissa Costa Rica |               |               |     |             |             |             |             |    |     |    |
| 1.ª | 2018-19       | 1             | 1   | -           | -           | 0           | 0           | 1  | 1   |    |
| Total club | Total club    | 1             | 1   | -           | -           | 0           | 0           | 1  | 1   |    |
| Loudoun United F. C. Estados Unidos |               |               |     |             |             |             |             |    |     |    |
| 2.ª | 2019          | 24            | 3   | Inaccesible | Inaccesible | Inaccesible | Inaccesible | 24 | 3   |    |
| Total club | Total club    | 24            | 3   | -           | -           | -           | -           | 24 | 3   |    |
| New England Revolution II Estados Unidos |               |               |     |             |             |             |             |    |     |    |
| 2.ª | 2020          | 14            | 1   | Inaccesible | Inaccesible | Inaccesible | Inaccesible | 14 | 1   |    |
| Total club | Total club    | 14            | 1   | -           | -           | -           | -           | 14 | 1   |    |
| Deportivo Saprissa Costa Rica |               |               |     |             |             |             |             |    |     |    |
| 1.ª | 2020-21       | 13            | 2   | -           | -           | 2           | 0           | 15 | 2   |    |
| 1.ª | 2021-22       | 37            | 6   | 1           | 0           | 4           | 2           | 42 | 8   |    |
| Total club | Total club    | 50            | 8   | 1           | 0           | 6           | 2           | 57 | 10  |    |
| Total carrera | Total carrera | Total carrera | 104 | 15          | 1           | 0           | 6           | 2  | 111 | 17 |
| (1) Incluye datos de la Supercopa de Costa Rica (2021). (2) Incluye datos de la Liga de Campeones de la Concacaf (2019-21) / Liga Concacaf (2020-21). (3) No incluye goles en partidos amistosos. |               |               |     |             |             |             |             |    |     |    |

## Palmarés

### Títulos nacionales
| Título                         | Club               | País       | Año  |
| ------------------------------ | ------------------ | ---------- | ---- |
| Primera División de Costa Rica | Deportivo Saprissa | Costa Rica | 2021 |
| Supercopa de Costa Rica        | Deportivo Saprissa | Costa Rica | 2021 |
| Primera División de Costa Rica | Deportivo Saprissa | Costa Rica | 2022 |
| Primera División de Costa Rica | Deportivo Saprissa | Costa Rica | 2023 |
| Supercopa de Costa Rica        | Deportivo Saprissa | Costa Rica | 2023 |
| Primera División de Costa Rica | Deportivo Saprissa | Costa Rica | 2023 |